# 大阪産業大学孔子学院

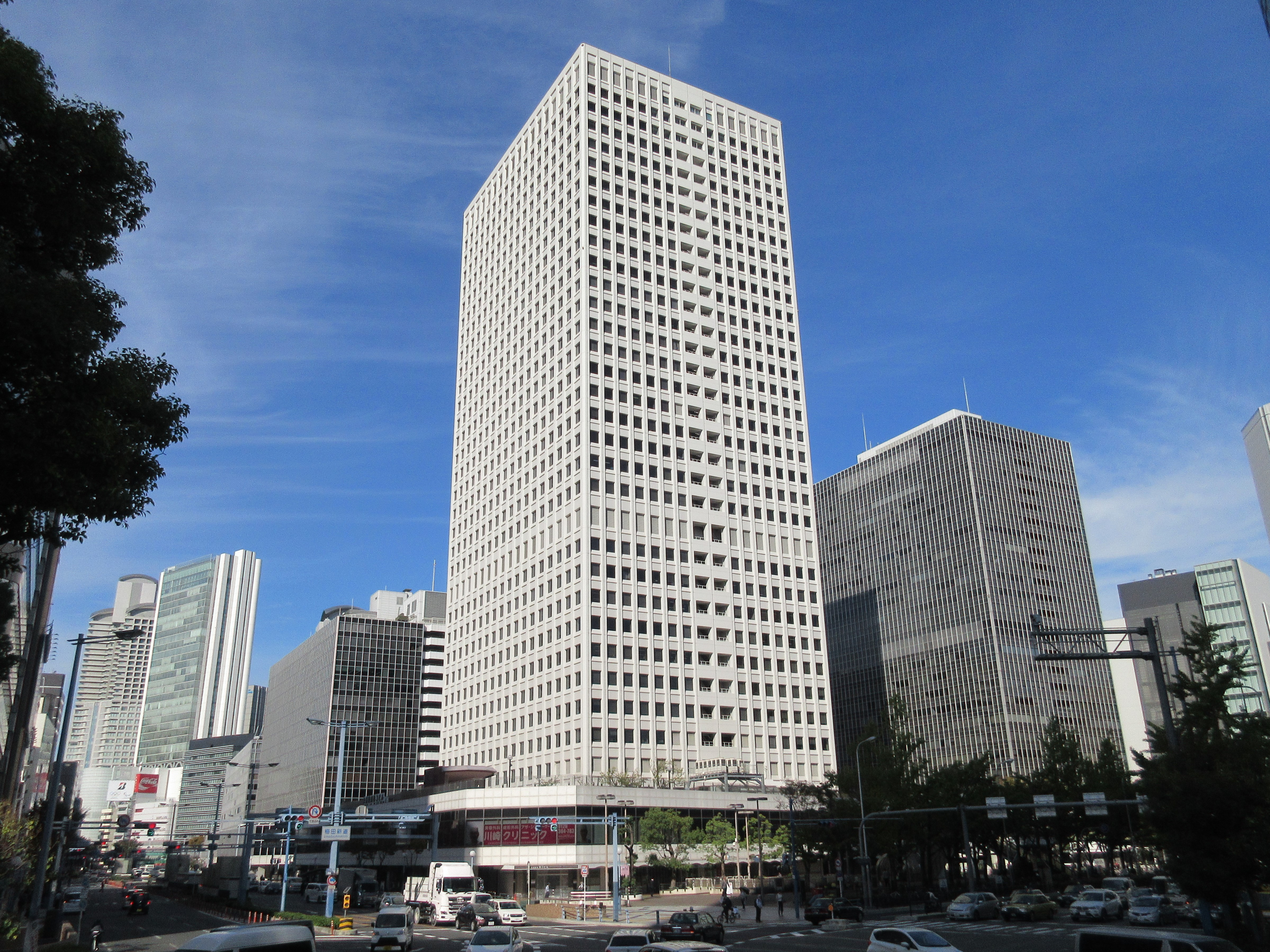
大阪産業大学孔子学院がある大阪駅前第3ビル

大阪産業大学孔子学院（おおさかさんぎょうだいがく こうしがくいんは、中国語教育・中国文化の普及を目的と称する教育機関。学校法人大阪産業大学が2007年（平成19年）中国政府と合意書を交わし、大阪府大阪市北区の大阪駅前第3ビル（19階）に設置された。運営は上海外国語大学との共同で行われている。

## 概要
2007年（平成19年）8月28日、学校法人大阪産業大学が中国政府（国家漢語国際推広領導小組弁公室〈漢弁〉）との間で合意書を交わし、11月に「大阪産業大学孔子学院」を大学の「梅田サテライトキャンパス」（大阪駅前ビル）に併設した。英字表記はConfucius Institute at Osaka Sangyo University。
両者の間に過去7年間の学生交流実績があり、「中国と日本の教育分野における協力を一層強化し、漢語教育の発展を支持及び促進する」ために共同設立された。
加えて、大阪市が上海市と姉妹都市関係でもある点も考慮され、孔子学院の運営に当たっては、上海外国語大学との共同で行うことになった。
孔子学院では現在、中国語の各種教育・研修、中国語講師の養成、漢語水平考試（HSK）ならびに中国語スピーチコンテストの実施または協力、中国への留学・あるいは中国での修学を希望する者への教育と留学等の支援・促進、中国文化に係わる講座やシンポジウムなどの実施、などの活動を行っている。
なお2009年（平成21年）3月、経営の悪化した大阪産業大学が合理化のため、孔子学院の梅田キャンパス外への移転や廃校案を中国側に通告。5月に上海外国語大学の王静副学長が来日し、大阪産業大学は謝罪する騒ぎがあった。

### 中国が決める世界1600校で「優秀27校」入り
2019年（令和元年）12月、中国湖南省長沙市で開かれた国際中国語教育大会（旧名称「孔子学院世界大会」）で、大阪産業大学孔子学院が世界ベスト27校に与えられる優秀賞を受賞した。

## 大阪産業大学幹部「中国の文化スパイ機関」
2010年（平成22年）、大阪産業大学の事務局長（当時）が職員労働組合と団体交渉の場で孔子学院について「文化スパイ機関だ」と発言。その後、解任された。
産経新聞の取材に対し、元事務局長は「孔子学院に関してインターネット上などで流布されていたことを話したら騒がれた」と説明し、「他にもいろいろあったと思う」とだけ語り、詳細を明かさなかった。なお、元事務局長は大阪産業大学側を民事訴訟で提訴したが、裁判は和解となっている。

## 米国「中国共産党プロパガンダの外国公館」
文部科学省国際企画室によると、孔子学院・孔子課堂の設置や認可の届け出は必要なく、あくまで日中の大学間の取り組みとしている。また、2017年（平成29年）末の段階で、世界138カ国・地域に約1600校あり、専任・非常勤講師は約5万人で、学生・受講生の総数2,500万人という（2019年段階）。
一方、米国国務省のポンペオ長官は2020年（令和2年）8月、「孔子学院が中国共産党による世界規模のプロパガンダ（政治宣伝）工作に使われている」と断定。首都ワシントンにあり米国の孔子学院を統括する「孔子学院米国センター」について、大使館や領事館と同じ扱いである外国公館に指定すると発表した。

## 関係者
- 紅粉芳惠 - 学院長。大阪産業大学国際学部准教授[8]
- 康林 - 学院長（中国側）
- 倉橋幸彦 - 学院長（初代）。大阪産業大学国際学部教授
- 張黎 - 学院長（第2代）。大阪産業大学国際学部教授